# هریت چالمرز آدامز

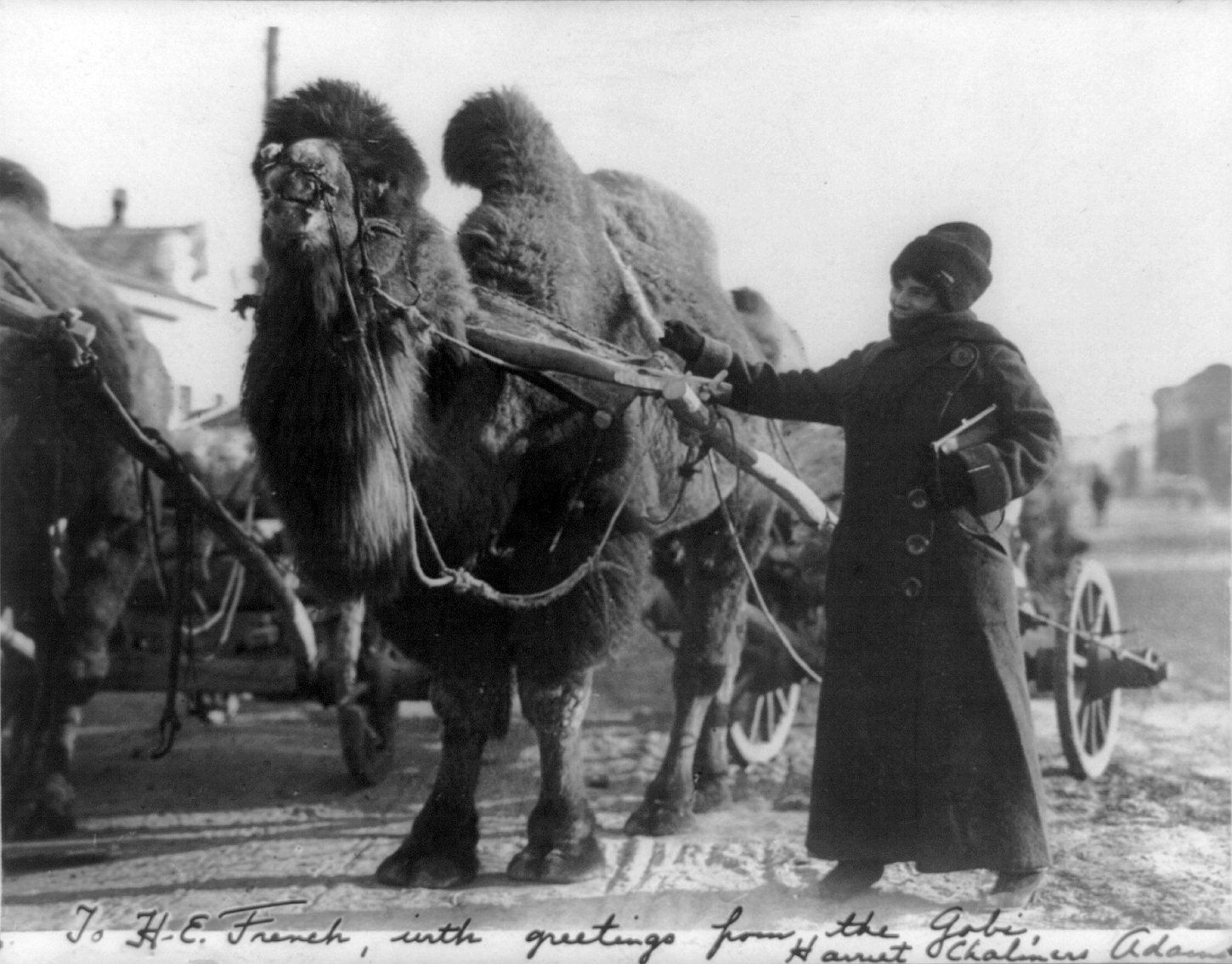
هریت چالمرز آدامز در صحرای گبی

هریت چالمرز آدامز (انگلیسی: Harriet Chalmers Adams؛ ۲۲ اکتبر ۱۸۷۵ – ۱۷ ژوئیهٔ ۱۹۳۷) مکتشف جغرافیایی، نویسنده، عکاس اهل ایالات متحده آمریکا بود.
آدامز اولین رئیس انجمن زنان جغرافیدان بود و به عنوان یکی از پیشگامان کاوشگری زن زمان خود شناخته شده‌است. وی اگرچه از سابقه تحصیلی رسمی برخوردار نبود، اما علاقه‌مند مطالعه بوده و تصمیم گرفت مسیرهای کریستف کلمب و کنکیستادورهای اسپانیایی را پیش بگیرد. آدامز تقریباً به تمام کشورهای آمریکای لاتین تحت تسلط اسپانیا و پرتغال سفر کرد. آدامز مقالات زیادی را در مجله نشنال جئوگرافیک منتشر کرده و سخنرانی‌های زیادی انجام داد. وی همچنین به عنوان خبرنگار جنگی مجله هارپر در سال ۱۹۱۶، تنها زنی بود که توانست از سنگرهای فرانسه بازدید کند.

## زندگی و سفرها
هریت چالمرز آدامز در استوکتون، کالیفرنیا به دنیا آمد. پدرش الکساندر چالمرز و مادرش فرانسیس ویلکنز بودند. در ۵ اکتبر ۱۸۹۹ با فرانکلین پیرس آدامز ازدواج کرد. در سال ۱۹۰۰، آدامز به اولین سفر بزرگ خود رفت، یک سفر سه ساله در اطراف آمریکای جنوبی با همسرش، که در طی آن از همه کشورها دیدن کردند و کوه های آند را سوار بر اسب طی کردند. نیویورک تایمز نوشت که او "به بیست مرز کشورهایی رسیده است که قبلا برای زنان سفیدپوست ناشناخته بود."
در سفر بعدی، او رد اکتشافات اولیه کریستف کلمب را در قاره آمریکا دنبال کرد و سوار بر اسب از هائیتی گذشت.

## خبرنگار جنگ
آدامز در طول جنگ جهانی اول به عنوان خبرنگار مجله هارپر در اروپا خدمت می‌کرد. او تنها خبرنگار زنی بود که اجازه بازدید از سنگرها را در جبهه جنگ داشت. هنگامی که او و همسرش در طول دومین سفر طولانی خود به آمریکای جنوبی در سال ۱۹۳۵ از شرق بولیوی دیدن کردند، او بیست و یک مقاله برای انجمن نشنال جئوگرافیک نوشت که شامل عکس‌هایی که گرفته بود، از جمله «چند منظره شگفت‌انگیز در ارتفاعات آند» (سپتامبر ۱۹۰۸) می‌شد، او درباره ترینیداد، سورینام، بولیوی، پرو و راه آهن فرا آند بین بوئنوس آیرس و والپارایسو نوشت.
اگرچه از سوی باشگاه کاوشگران برای سخنرانی دعوت شد، اما از او برای پیوستن به این گروه (که تا سال ۱۹۸۱فقط برای مردان بود) دعوت نشد. در سال ۱۹۲۵، آدامز به راه‌اندازی انجمن جغرافی‌دانان زن برای رسیدگی به موضوع «انزوای زنان از گونه های کاوشگر» کمک کرد و در این انجمن تا سال ۱۹۳۳ به عنوان رئیس انجمن خدمت کرد. او بعداً به انجمن سلطنتی جغرافیا پیوست.
در مجموع گفته می‌شود که آدامز بیش از صد هزار مایل را طی کرده و صدها مخاطب را مجذوب خود کرده است. نیویورک تایمز نوشت: هریت چالمرز آدامز بزرگترین زن کاشف آمریکا است. به عنوان یک سخنران، هیچ کس، چه مرد و چه زن، قدرت مغناطیسی و جذب‌کننده بیشتری نسبت به او بر مخاطب ندارد. 
او در ۱۷ ژوئیه ۱۹۳۷ در نیس، فرانسه در سن ۶۱ سالگی درگذشت. او در کلیسای کوچک چایمز در اوکلند، کالیفرنیا به خاک سپرده شده است. 